# 张家祥 (1969年)
张家祥（1969年2月—），河南淅川人，汉族，中国共产党党员。中华人民共和国政治人物、第十三届全国人民代表大会河南省代表。

## 生平
2018年，张家祥被选为河南省出席第十三届全国人民代表大会代表。